# Challenge des champions 1967
La Supercoppa di Francia 1967 (ufficialmente Challenge des champions 1967) è stata l'undicesima edizione della Supercoppa di Francia.
Si è svolta il 13 giugno 1967 allo Stadio Geoffroy Guichard di Saint-Étienne tra il Saint-Étienne, vincitore della Division 1 1966-1967, e l'Olympique Lione, vincitore della Coppa di Francia 1966-1967.
A conquistare il titolo è stato il Saint-Étienne che ha vinto per 3-0 con reti di Hervé Revelli (doppietta) e Rachid Mekhloufi.

## Partecipanti
| Squadre         | Qualificazione                             | Partecipazioni precedenti (il grassetto indica la vittoria) |
| --------------- | ------------------------------------------ | ----------------------------------------------------------- |
| Saint-Étienne   | Vincitore della Division 1 1966-1967       | 2 (1957, 1962)                                              |
| Olympique Lione | Vincitore della Coppa di Francia 1966-1967 | Nessuna                                                     |

## Tabellino
| Arbitro: | Barde |

|                               |           |  |
| Revelli 19’ 72’ Mekhloufi 57’ | Marcatori |  |

### Formazioni
| Saint-Étienne: |                   |
|                |                   |
| P              | Pierre Bernard    |
| D              | Roland Mitoraj    |
| D              | Nello Sbaiz       |
| D              | Bernard Bosquier  |
| D              | Georges Polny     |
| C              | Robert Herbin     |
| C              | Georges Bereta    |
| A              | André Fefeu       |
| A              | Yves Triantafilos |
| A              | Hervé Revelli     |
| A              | Rachid Mekhloufi  |
| Allenatore:    |                   |
| Jean Snella    |                   |

| Olympique Lione: |                    |  |     |
|                  |                    |  |     |
| P                | Michel Zewulko     |  | 46’ |
| D                | Mohamed Bouassa    |  |     |
| D                | Jacques Glyczinski |  |     |
| D                | Jean Palka         |  |     |
| C                | René Rocco         |  | 46’ |
| C                | Marcel Leborgne    |  |     |
| C                | Lucien Degeorges   |  |     |
| C                | Héctor Maison      |  |     |
| C                | André Perrin       |  |     |
| A                | Raymond Schwinn    |  |     |
| A                | Fleury Di Nallo    |  |     |
| Sostituzioni:    |                    |  |     |
| P                | Yves Chauveau      |  | 46’ |
| D                | Thadée Polak       |  | 46’ |
| Allenatore:      |                    |  |     |
| Louis Hon        |                    |  |     |